# Montipora saudii
Montipora saudii är en korallart som beskrevs av Turak, DeVantier och Veron 2002. Montipora saudii ingår i släktet Montipora och familjen Acroporidae. IUCN kategoriserar arten globalt som nära hotad.
Artens utbredningsområde är Röda havet. Inga underarter finns listade i Catalogue of Life.